# Wiesław Banyś
Wiesław Banyś (30 d'agost de 1951, Olkusz, Polònia) és un universitari polonès rector de la Universitat de Silèsia a Katowice d'ençà el 2008.

## Biografia
Wiesław Banyś acabà els estudis de filologia romana a la Universitat Jagellònica de Cracòvia el 1974. Presentà la sev a tesi de doctorat titulada Ambigüitat referencial de les descripcions indefinides en francès a la facultat de filologia de la Universitat de Silèsia el 1981 i la seva tesi d'habilitació Teoria i Semàntica «si... Llavors» Aspectes semantico-lògics de la preposició condicional a la Universitat de Varsòvia el 1990.
Feu moltes estades d'estudis i de recerca a universitats estrangeres. Ensenyà el 2004 com a professor invitat a la Universitat de París XIII. És membre de cinc societats de lingüística a Polònia, França i als Estats Units.
Rebé el títol de professor el 2001 i fou escollit rector de la Universitat de Silèsia a Katowice el 2008, reescollit el 2012 per a un segon mandat de quatre anys. És president de la Conferència de Rectors de les universitats poloneses del 2008 al 2012 i d'ençà el 2012 president de la Conferència de Rectors dels centres d'ensenyament superior i de recerca acadèmica polonesos.

## Distincions honorífiques
Rebé el títol de la Creu d'Or del mèrit polonès i de les Palmes Acadèmiques franceses. El 2014 fou nomenat cavaller de la Legió d'Honor.